# Patrick Reed
Patrick Reed (* 5. August 1990 in San Antonio, Texas) ist ein US-amerikanischer Profigolfer der bei LIV Golf und der PGA European Tour spielt. Bis 2022 spielte er auf der PGA Tour.

## Karriere
Patrick Reed wurde im Jahr 2011 Profi und gewann bisher sechs Turniere der PGA Tour. Bei der Humana-Challenge 2014 brach Reed den PGA-Tour-Rekord für das niedrigste Ergebnis unter Par nach 54 Löchern. Mit 27 unter Par blieb er zwei Schläge unter der bisherigen Bestleistung. Durch weitere Erfolge in der Saison 2014 konnte er sich für das US-Team zum Ryder Cup 2014 qualifizieren.
Am 8. April 2018 konnte er mit einem Sieg beim Masters in Augusta seinen ersten Majorsieg für sich verbuchen. Mit einem Gesamtscore von 273 Schlägen siegte er mit einem Schlag Vorsprung vor Rickie Fowler.
2022 wechselte er zu LIV Golf, wobei er seine PGA-European-Tour-Mitgliedschaft behielt. 2025 gewann er zum ersten Male bei LIV Golf.

## Regelverstöße und Kontroversen
Patrick Reed gilt als einer der umstrittensten Golfprofis seiner Generation. Seine Karriere ist von wiederholten Regelverstößen, öffentlichen Kontroversen und einem angespannten Verhältnis zu Mitspielern geprägt. Mehrfach geriet er wegen angeblicher Regelverstöße in die Kritik:
- 2019, Hero World Challenge: Reed erhielt zwei Strafschläge, nachdem er in einer Waste Area Sand hinter seinem Ball bewegt hatte. Er erklärte, dies sei unbeabsichtigt geschehen und führte die Bewegung auf den Kamerawinkel zurück.
- 2021, Farmers Insurance Open: Reed nahm Erleichterung für einen angeblich eingebetteten Ball, den er ohne Rücksprache mit einem Regeloffiziellen aufhob. Videoaufnahmen zeigten jedoch, dass der Ball zuvor aufgeprallt war. Die PGA Tour bestätigte zwar die Regelkonformität seines Handelns, doch Spieler wie Xander Schauffele äußerten Kritik an der Vorgehensweise.
- 2023, Dubai Desert Classic: Reed identifizierte seinen Ball in einem Baum anhand von Markierungen und nahm einen Strafschlag. Videoaufnahmen ließen jedoch Zweifel aufkommen, ob der Ball tatsächlich in diesem Baum gelandet war.

## Turniersiege (10)

### Major-Championship-Siege (1)
- 2018: The Masters

### WGC-Championship-Siege (2)
- 2014: WGC-Cadillac Championship
- 2020: WGC-Mexico Championship

### PGA-Tour-Siege (6)
- 2013: Wyndham Championship
- 2014: Humana Challenge
- 2015: Hyundai Tournament of Champions
- 2016: The Barclays
- 2019: The Northern Trust
- 2021: Farmers Insurance Open

### LIV-Golf-Siege (1)
- 2025: LIV Golf Dallas

## Ergebnisse bei Major Championships
| Turnier               | 2014 | 2015 | 2016 | 2017 | 2018 |
| --------------------- | ---- | ---- | ---- | ---- | ---- |
| The Masters           | CUT  | T22  | T49  | CUT  | 1    |
| U.S. Open             | T35  | T14  | CUT  | T13  | 4    |
| The Open Championship | CUT  | T20  | T12  | CUT  | T28  |
| PGA Championship      | T59  | T30  | T13  | T2   | CUT  |

| Turnier               | 2019 | 2020 | 2021 | 2022 | 2023 | 2024 | 2025 |
| --------------------- | ---- | ---- | ---- | ---- | ---- | ---- | ---- |
| The Masters           | T36  | T10  | T8   | T35  | T4   | T12  | 3    |
| PGA Championship      | CUT  | T13  | T17  | T35  | T18  | T53  | CUT  |
| US Open               | T32  | T13  | T19  | T49  | T56  | DNP  | T23  |
| The Open Championship | 10   | KT   | CUT  | T47  | T53  | DNP  | CUT  |

LA= Bester Amateur

DNP = nicht teilgenommen

CUT = Cut nicht geschafft

„T“ geteilte Platzierung

KT = Kein Turnier (Ausfall wegen Covid-19)

Grüner Hintergrund für Sieg

Gelber Hintergrund für Top 10.

## Teilnahme an Mannschaftswettbewerben
- Ryder Cup: 2014, 2016 (Sieger), 2018
- Presidents Cup: 2015 (Sieger), 2017 (Sieger)